# Zerbolò
Zerbolò – miejscowość i gmina we Włoszech, w regionie Lombardia, w prowincji Pawia.
Według danych na rok 2004 gminę zamieszkiwało 1213 osób, 32,8 os./km².